# Mattituck
Mattituck – jednostka osadnicza w Stanach Zjednoczonych, w stanie Nowy Jork, w hrabstwie Suffolk, mad Oceanem Atlantyckim.